# Église Saint-Sauveur de Casesnoves
L'église Saint-Sauveur de Casesnoves est une ancienne église romane située à Ille-sur-Têt, dans le département français des Pyrénées-Orientales en région Occitanie.

## Localisation
| \| Casesnoves Ille-sur-Têt Rodès Bouleternère \| Répartition des principaux lieux cités dans cet article. |
| Casesnoves Ille-sur-Têt Rodès Bouleternère                                                                |

Né dans les Pyrénées, le fleuve côtier Têt s'écoule vers l'est, dans une vallée particulièrement encaissée avant de traverser la large plaine du Roussillon et de se jeter dans la mer Méditerranée.
L'ancien hameau abandonné de Casesnoves est l'un des premiers villages situés au bord de la Têt après l'entrée de celle-ci dans la plaine. Il se trouve sur la rive gauche du fleuve, sur un cône de déjection apporté par le ravin de Casesnoves, accolé à des falaises. Le village est situé à une altitude de 161 m alors que le plateau le surplombant culmine rapidement aux alentours de 300 m. Les riches terres alluviales de la vallée de la Têt sont le domaine des vergers. Le plateau, ancien territoire d'élevage, est en grande partie couvert de landes et de forêts ouvertes.
L'église Saint-Sauveur de Casesnoves se trouve dans cet ancien village, à deux kilomètres à l'ouest du centre ville d'Ille-sur-Têt, la commune dont elle dépend, et à moins de trois kilomètres de Rodès et Bouleternère.

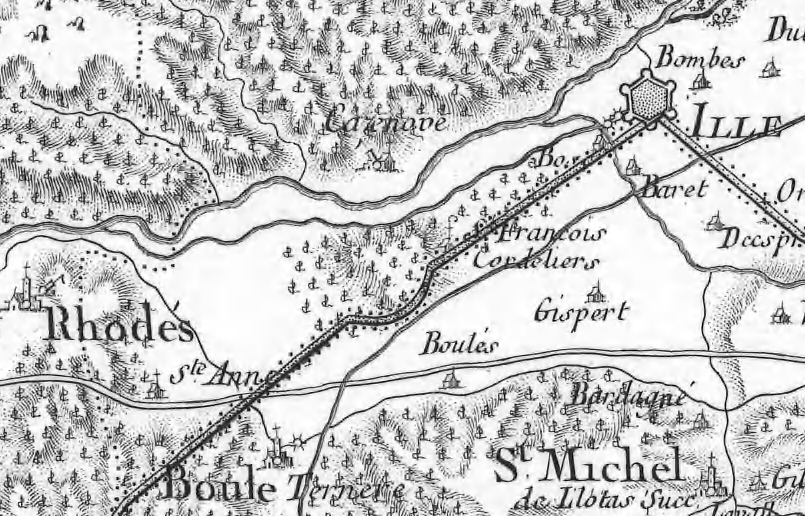
Casesnoves (Cazenove) entre Ille et Rodès (Rhodés) sur la carte de Cassini (1781).
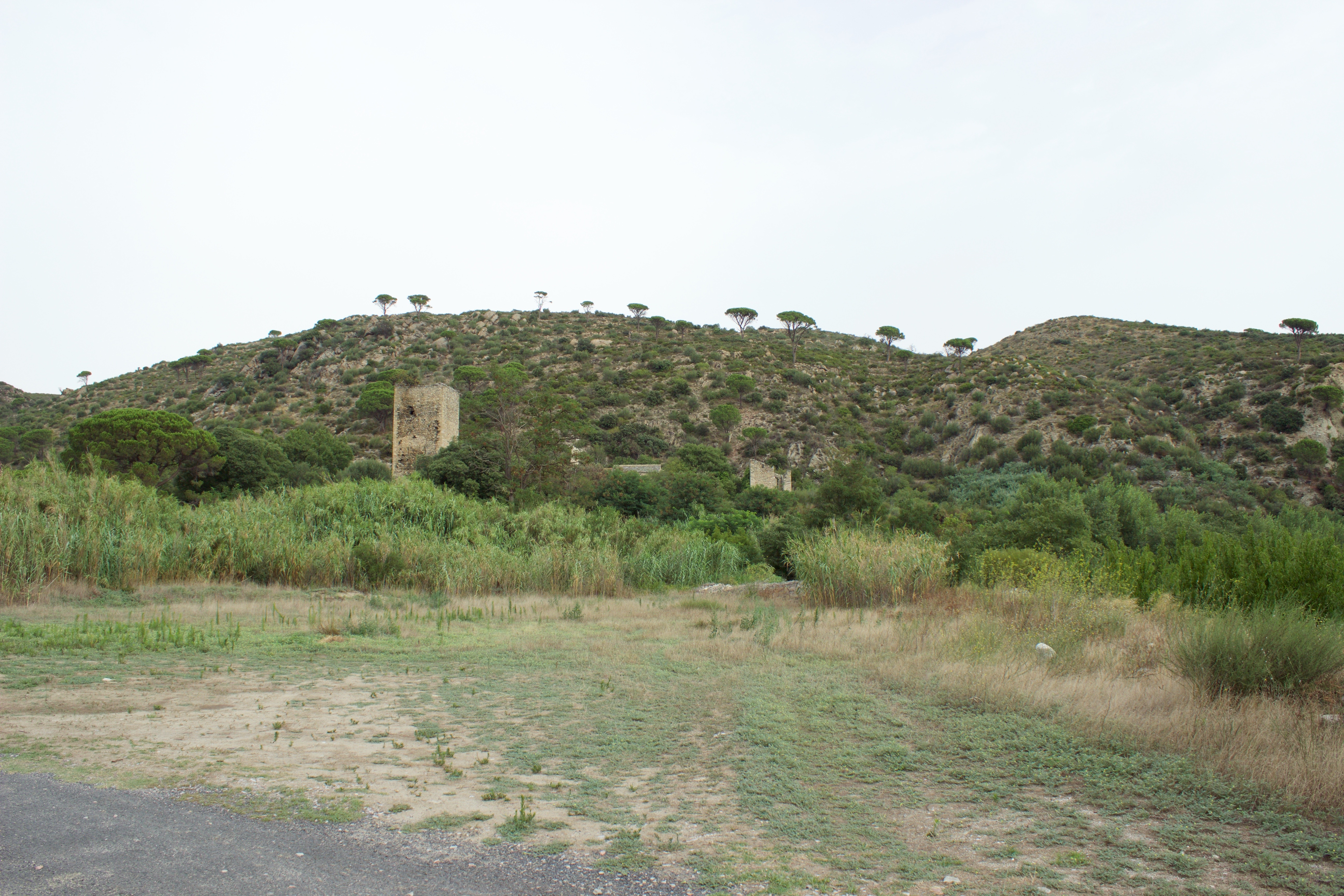
Le site de Casesnoves.
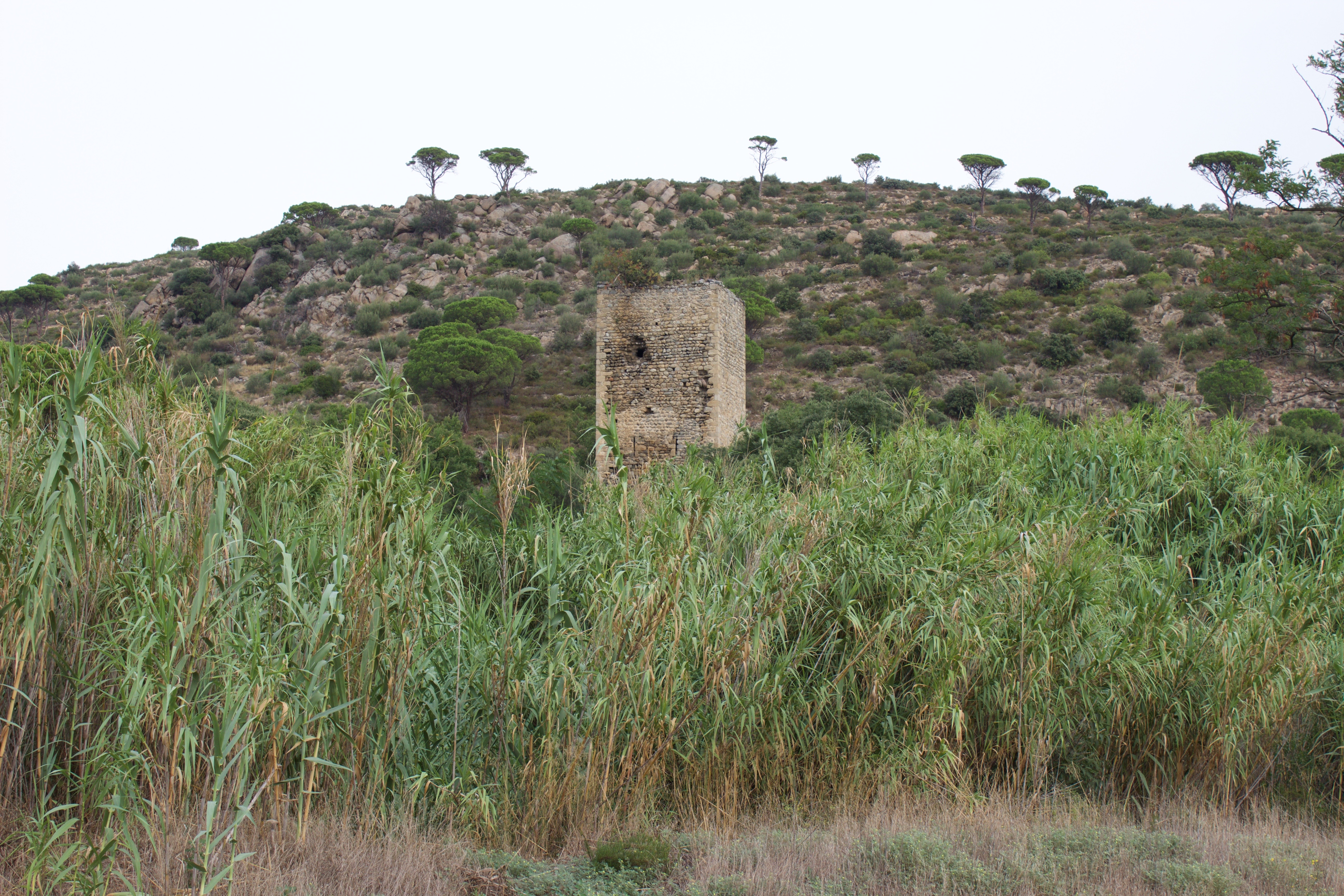
La tour de Casesnoves entre roseaux et falaises.
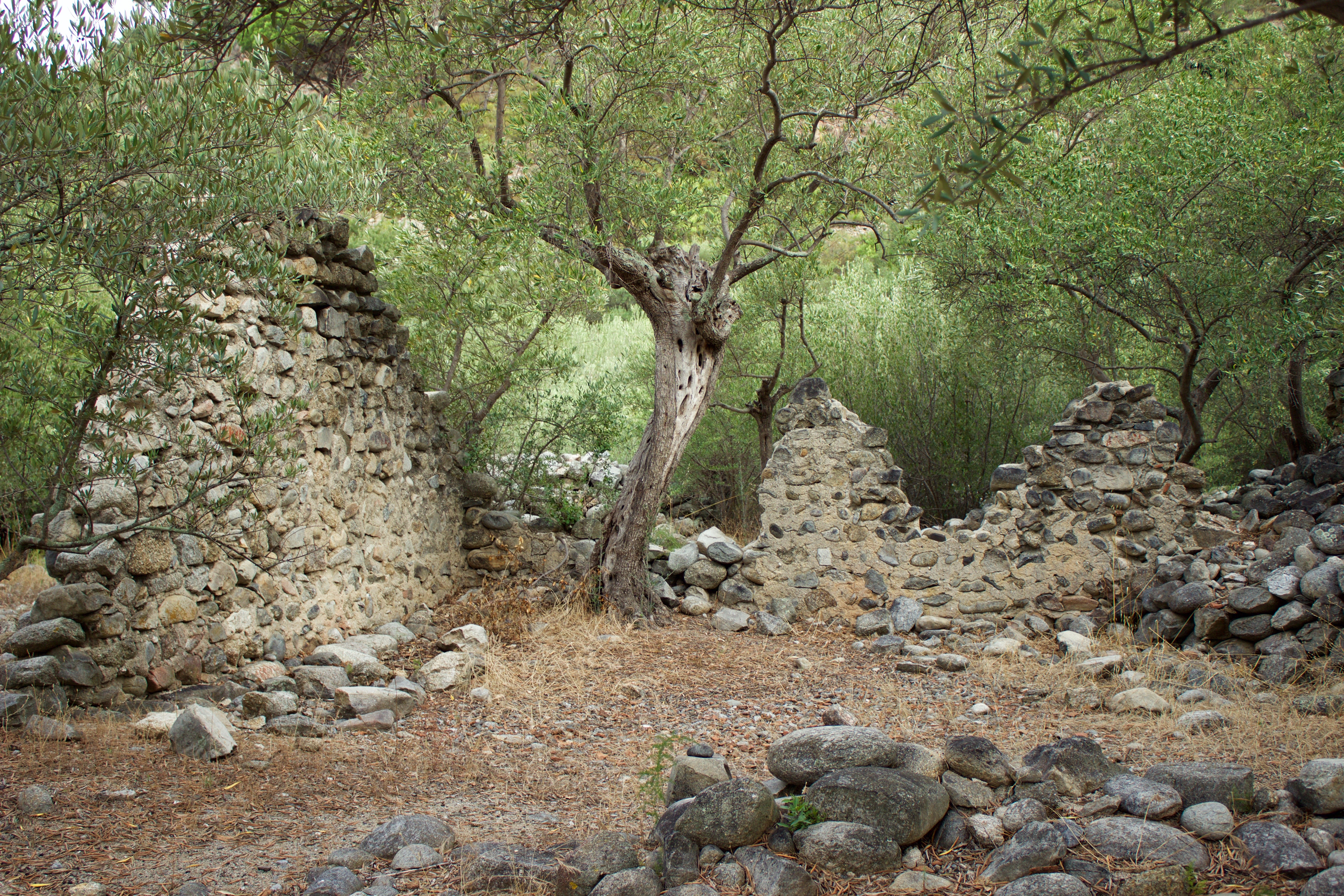
Ruines et oliviers à côté de l'église.

## Toponymie
Le mot Casesnoves provient du latin Casas novas qui signifie « huttes neuves », puis « maisons neuves », via le catalan. La forme Casas novas apparaît pour la première fois en 1076. Les formes Casanoves, Cazenoves sont parfois rencontrées. Casenoves est également fréquemment utilisé au XXe siècle, notamment par l'administration ou le poète local Joseph-Sébastien Pons qui a écrit :

« J'ai fait de Casenoves ma promenade favorite.
Nul paysage ne m'est plus cher que ce village en ruines, que cette tour carrée, le long des falaises de la Tet. »

Si les textes anciens mentionnent tous une église dédiée au Saint Sauveur, titulature reprise par les documents officiels contemporains et les spécialistes, la tradition était, au XIXe siècle et au début du XXe siècle, de la voir consacrée aux saints espagnols Just et Pasteur,. Cette tradition est reprise par J.-S. Pons.

## Historique
Casesnoves fait son apparition dans l'Histoire au XIe siècle, dans un texte mentionnant le Villarunculo de Casasnovas en 1076. L'église est construite aux alentours 1050 et la tour carrée sans doute à la fin de ce siècle. Il est possible que les travaux de construction de l'église au XIe siècle aient été réalisés en deux fois, avec une première construction au début du siècle et une surélévation à la fin.
L'édifice initial est de petite taille, formé d'une travée de chœur encadrée d'une abside semi-circulaire et d'une nef rectangulaire unique. L'accès est assuré par une petite porte. L'intérieur de l'église est décoré de peintures peu après, sans doute au début du XIIe siècle.
Le premier texte connu mentionnant la chapelle date de 1288 est un acte citant un dénommé Ramon Joan, prêtre et chapelain de cette église.
Des travaux sont entrepris au XIIIe ou XIVe siècle : la nef est prolongée vers l'ouest et surmontée à son extrémité d'un clocher-mur, une chapelle est ajoutée au nord, la porte, située au sud, est murée et remplacée par un portail situé dans la nouvelle partie du bâtiment. La nouvelle chapelle latérale est également décorée de peintures. À cette époque, l'église est entourée d'un cimetière.
Au cours des XIVe et XVe siècles, la population du village de Casesnoves décline très fortement.
En 1561, la paroisse de Casesnoves est incorporée à celle d'Ille. Destituée de son statut d'église paroissiale, la chapelle de Casesnoves reste un lieu de culte jusqu'à la Révolution française, pendant laquelle elle est vendue en tant que bien national. Comme beaucoup d'églises rurales comparables, Saint-Sauveur est réutilisée comme entrepôt agricole par deux familles propriétaires.
Vers 1840, un calice en étain datant du XIIe ou du XIIIe siècle et une boite en bois contenant des reliques sont découverts dans l'église. Ils sont donnés, peu avant 1890, au musée de Cluny, à Paris,.
En 1953, l'historien Marcel Durliat, mandaté par le président du conseil général des Pyrénées-Orientales Louis Noguères pour faire l'inventaire du patrimoine roussillonnais, redécouvre les peintures murales romanes de cette église. Au vu de leur état de conservation exceptionnel, Marcel Durliat décide de faire protéger ces peintures au titre des monuments historiques. Il prévient le maire d'Ille-sur-Têt de son intention. Dès janvier 1954, Marcel Simon, un antiquaire, entre en contact avec le maire, achète les peintures et, en mars 1954, les arrache puis les emporte. Début avril 1954, Marcel Durliat apprend cet arrachage qu'il dénonce dans un article du quotidien local L'Indépendant. L'affaire fait grand bruit, entrainant en signe d'opposition la démission de tout le conseil municipal d'Ille-sur-Têt puis celle du maire.
L'église en sa totalité fait l'objet d'une inscription au titre des monuments historiques depuis le 6 juin 1955.
Marcel Simon est plusieurs fois condamné, mais il affirme avoir déjà vendu les peintures et refuse de donner le nom de l'acheteur.
Les fragments des peintures réapparaissent en Suisse en 1978 pour une exposition au musée d'Art et d'Histoire de Genève. De nouveaux procès sont lancés contre les propriétaires suisses (la fondation Abegg) dont le fondateur avait acheté les peintures légalement en 1955 sans connaitre leur provenance.
En 1990, la commune d'Ille-sur-Têt achète l'église et lance une campagne de travaux de restauration du bâtiment, complétée par une deuxième campagne en 1992 : les murs sont consolidés et la toiture rénovée.

## L'église

### Architecture
L'église de Casesnoves est un édifice de petite taille, à nef unique et à chevet semi-circulaire, édifié en moellons et recouvert de lauzes.
L'église de Casesnoves possède un chevet de style roman lombard à abside unique, reposant sur un petit soubassement haut de deux assises seulement mais nettement plus large que l'abside.
Cette abside, percée de quelques trous de boulin (trous destinés à ancrer les échafaudages), présente une décoration de bandes lombardes composées d'arcatures et de deux lésènes placées aux extrémités (dont celle de gauche est masquée par un contrefort).
L'abside est percée d'une fenêtre unique, à simple ébrasement, surmontée d'un arc en plein cintre composé de moellons posés sur champ.
La façade occidentale est surmontée d'un clocher-mur comprenant trois pointes.

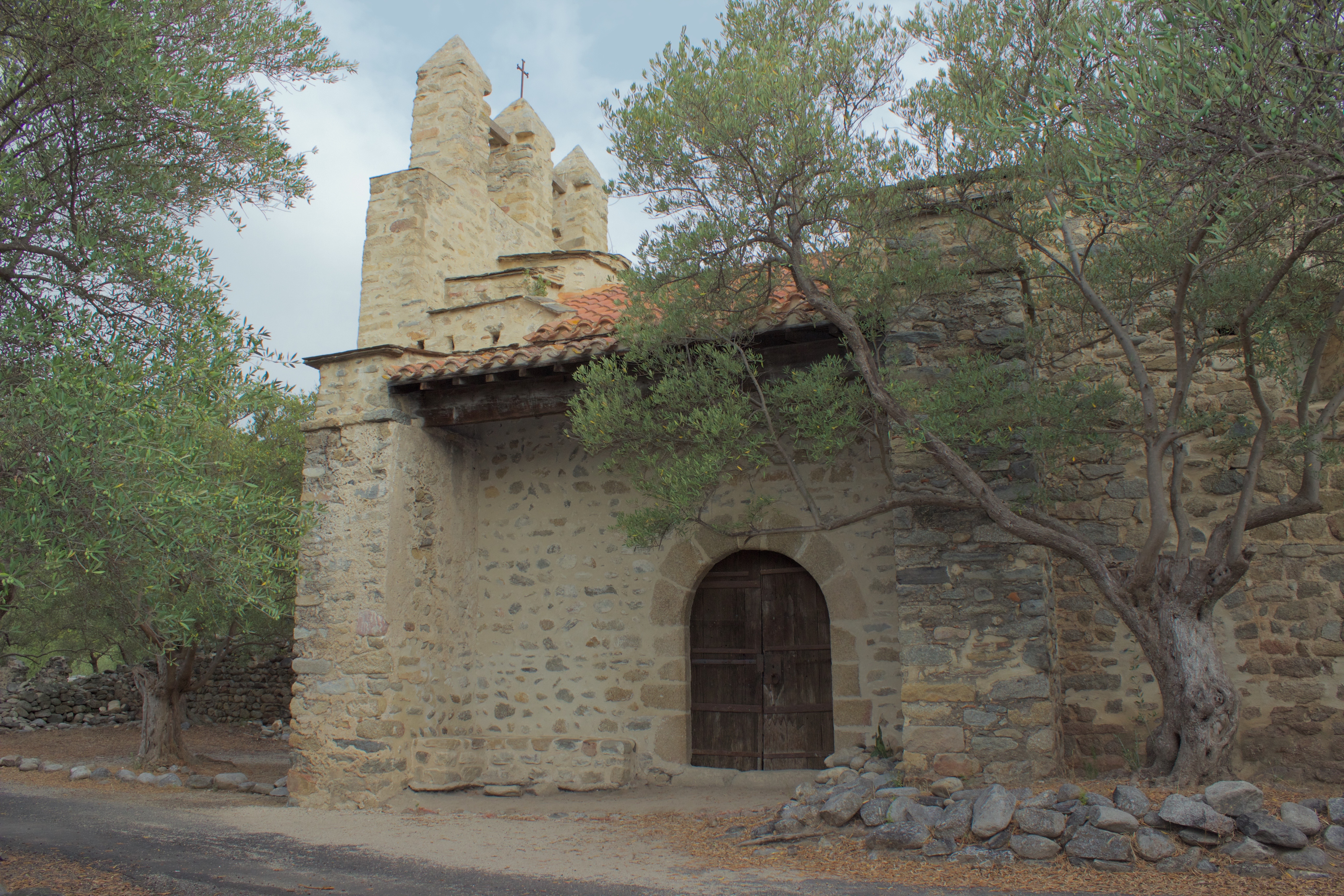
Façade sud. L'ancienne porte murée est visible sur la droite derrière l'olivier.
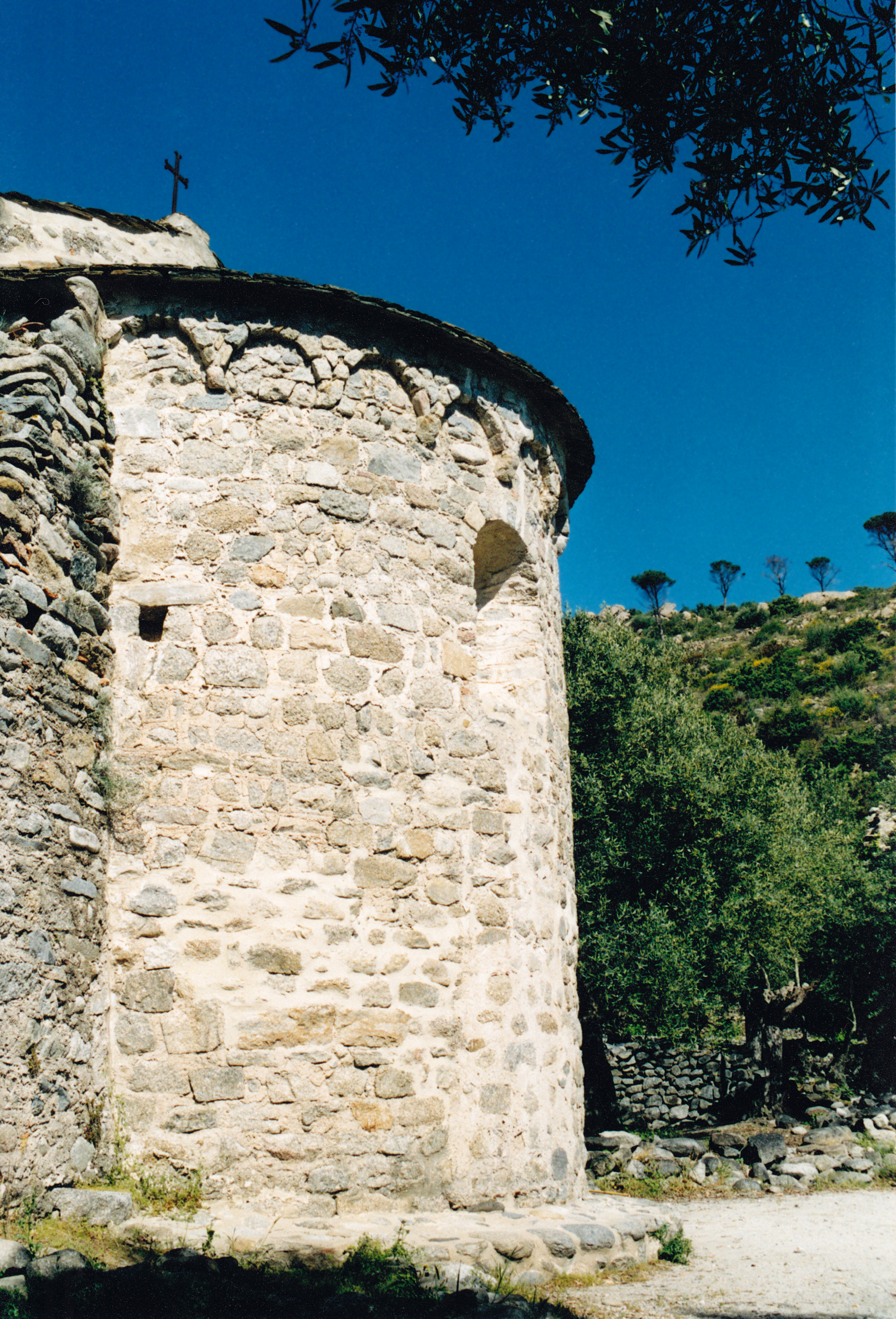
Le chevet roman lombard.

### Calice et boite
Un calice en étain et une boite en bois décorés de rinceaux sont découverts dans l'église vers 1840. Le calice est daté du XIIe  ou du  XIIIe siècle, la boite contenait des reliques. Ils sont donnés au musée de Cluny,.
Le 13 janvier 1890, Alfred Darcel fait le compte-rendu suivant devant le Comité des travaux historiques et scientifiques, rapporté par Robert de Lasteyrie :

« M. A. Darcel soumet au Comité un calice d'étain et une petite boîte 
de bois récemment donnés au Musée de Cluny par M. le Dr Écoiffier, 
médecin à Thuir (Pyrénées-Orientales) : 
Ce calice fut trouvé, il y a une cinquantaine d'années, dans une 
cavité ménagée sous la pierre de consécration de l'autel d'une église 
abandonnée du hameau de Casenoves, aujourd'hui disparu, qui dépendait d'Ille-sur-la-Tet, mais sur la rive opposée de la rivière, en amont de Perpignan. 
Dans le calice était déposée la petite boîte. Elle est creusée dans 
un seul morceau de bois résineux, et était jadis munie d'un couvercle à coulisse qui a disparu. Une main peu habile a ébauché sur l'une des faces de la boite, un ornement formé d'une suite de rinceaux incisés qui ne sont point sans analogie avec ceux qui enveloppent la coupe du calice. 
Cette boîte renfermait des fragments d'ossements, et le tout était 
enveloppé dans un morceau d'étoffe. 
La présence de ce calice d'étain, avec les reliques nécessaires dans 
tout autel, pourrait faire supposer que cette coupe appartenait au saint 
dont elle protégeait les ossements, qui seraient ceux d'un saint local. 
Mais les archives du département pas plus que la Gallia Christiana ne donnent de renseignements sur Ille, sur Casenoves, ni sur les établissements religieux qui peuvent y avoir existé. La Gallia christiana dit seulement qu'il y avait un couvent de Franciscains. 
Mais Ille, qui était une ville-frontière espagnole jusqu'à une 
époque récente, était naturellement placée sous le patronage des saints 
d'au-delà des Pyrénées. L'église de Casenoves avait pour patrons ces 
deux enfants que l'on a canonisés parce qu'ils préférèrent courir au 
martyre plutôt que de rester à l'école. Saint Just et saint Pasteur 
ayant été martyrisés avant d'arriver à l'adolescence et d'ailleurs du 
temps de la domination romaine, le calice ne peut leur avoir appartenu. 
Il semble dater du XIIe siècle au XIIIe siècle. Il a dans ses profils l'élégance de la période gothique, et dans sa bande d'ornements sommaires la rudesse de la période romane. 
A-t-il servi au culte ? On peut le penser. Dans ces pays frontières 
sans cesse en butte aux incursions, et incessamment ravagés, on 
devait être ménager des métaux précieux dans les instruments du 
culte. 
D'ailleurs, le calice dont il s'agit, a conservé dans ses parties 
épargnées par six siècles environ, un éclat qui rend très probable son 
emploi. »

Le calice est toujours conservé au musée de Cluny.

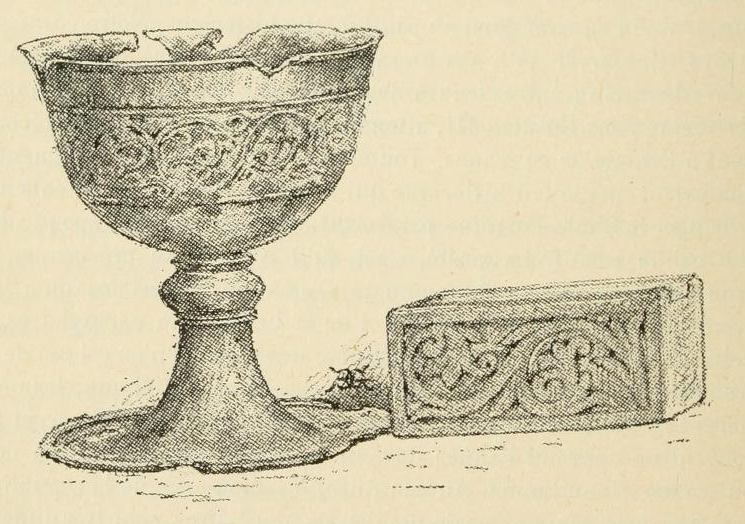
Calice et boite découverts dans l'église de Casesnoves.
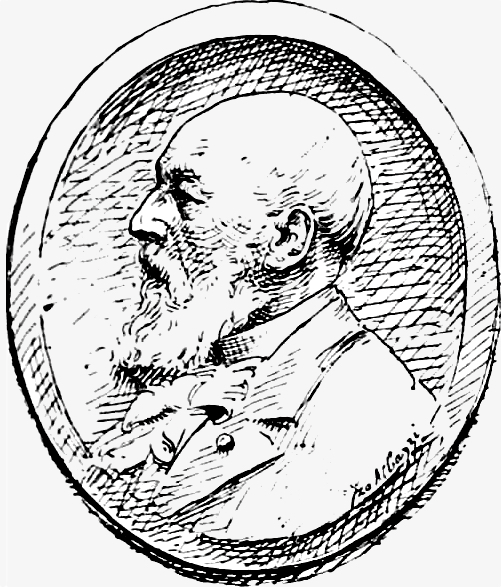
Alfred Darcel.
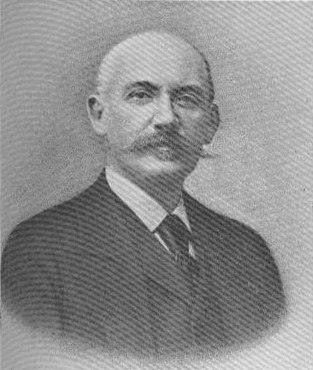
Robert de Lasteyrie.

#### Fiches et documents officiels
- « Ancienne chapelle Saint-Sauveur de Casenoves », notice no PA00104033, sur la plateforme ouverte du patrimoine, base Mérimée, ministère français de la Culture
- « Deux éléments de peinture monumentale déposés : l'aigle de saint Jean et le lion de saint Marc », notice no PM66001420, sur la plateforme ouverte du patrimoine, base Palissy, ministère français de la Culture
- « Élément de peinture monumentale déposé : le Christ Pantocrator », notice no PM66001421, sur la plateforme ouverte du patrimoine, base Palissy, ministère français de la Culture
- « Élément de peinture monumentale déposé : l'Adoration des Mages », notice no PM66001422, sur la plateforme ouverte du patrimoine, base Palissy, ministère français de la Culture
- « Calice sur pied ; décor de rinceaux », Réunion des Musées Nationaux
- Cour de cassation, Assemblée plénière, du 15 avril 1988 (lire en ligne), no  de pourvoi : 85-10262 85-11198